# Тунберг, Олаф
Фриц-О́лоф Ту́нберг (швед. Fritz-Olof Thunberg; 21 мая 1925, приход Кафедрального собора Вестероса — 24 февраля 2020, Nacka, Стокгольм) — шведский актёр и режиссёр, актёр озвучивания, наиболее известен как голос персонажа комиксов Бамси. Дед климатической активистки Греты Тунберг.

## Биография
Фриц-Олоф Тунберг родился в Вестеросе, в юности основал театральный клуб в который входили актёр Ларс Экборг и писатель Бо Сеттерлинд. Учился в драматической школе Калле Флайере в Стокгольме, с 1950—1952 года в Королевской академии драматического искусства, в начале 1940-х годов выступал уличным музыкантом в общественных парках.
После окончания драматической школы присоединился к труппе регионального театра Östgötateatern, где одновременно занимал должность руководителя.
В 1950-х годах стал известен как ведущий радиопрограммы «Человек в чёрном» в которой рассказывал истории ужасов. В 1963 году сыграл роль второго плана в драме Ингмара Бергмана «Причастие».
Работал актёром озвучивания, голос персонажа Бамси и Агатон Сакс. Дублировал роль Шер-Хана для шведской версии «Книга джунглей» и «Книга джунглей 2». В 2006 году был ведущим радиошоу Sommar на радиостанции Sveriges Radio P1.

## Личная жизнь
Первая жена — Ингрид Йоханссон. Совместно жил с актрисой Моной Андерссон, познакомились на радиостанции. Сын — актёр Сванте Тунберг, невестка — Малена Эрнман, мать экоактивиста Греты Тунберг.
В 1959 году женился на актрисе Лене Гранхаген, развелись в начале 1960-х годов.
Скончался 24 февраля 2020 года на 95-м году жизни.

## Фильмография
| Год  |    | Русское название                     | Оригинальное название                    | Роль                   |
| ---- | -- | ------------------------------------ | ---------------------------------------- | ---------------------- |
| 1953 | ф  | В любую погоду                       | I dur och skur                           | Стрём                  |
| 1953 | ф  | Крылья ночи                          | Vingslag i natten                        | молодой человек        |
| 1954 | ф  | Громкий хохот                        | Skrattbomben                             | преступник             |
| 1955 | мф | Леди и Бродяга                       | Lady and the Tramp                       | Верный                 |
| 1955 | ф  | Дикие птицы                          | Vildfåglar                               | Охранник               |
| 1955 | ф  | Жители финских лесов                 | Finnskogens folk                         | Эван                   |
| 1957 | ф  | Путешествия мечтателя                | En drömmares vandring                    | Мистер Стюарт          |
| 1961 | мф | 101 далматинец                       | One Hundred And One Dalmatians           | Полковник              |
| 1963 | ф  | Причастие                            | Nattvardsgästerna                        | Фредрик Блум, органист |
| 1967 | мф | Книга джунглей                       | The Jungle Book                          | Шер-Хан                |
| 1977 | мф | Спасатели                            | The Rescuers                             | Руфус                  |
| 1981 | мф | Лис и пёс                            | The Fox and the Hound                    | Барсук                 |
| 1982 | мф | Белоснежка и семь гномов             | Snow White and the Seven Dwarfs          | Гном                   |
| 2001 | мф | Леди и Бродяга 2: Приключения Шалуна | Lady and the Tramp II: Scamp's Adventure | Трасти                 |
| 2001 | мф | Корпорация монстров                  | Monsters, Inc.                           | Генри Джей Водоног III |
| 2003 | мф | Книга джунглей 2                     | The Jungle Book 2                        | Шер-Хан                |